# Glacier Esmark (Géorgie du Sud)
Pour les articles homonymes, voir Glacier Esmark.
Le glacier Esmark est un glacier situé sur la côte méridionale de la Géorgie du Sud. Il aurait été nommé en hommage au professeur Jens Esmark, minéralogiste norvégien.
Ce glacier fait partie des cinq plus grands glaciers de Géorgie du Sud.